# Kamille Bidan
Kamille Bidan (カミーユ・ビダン?, Kamīyu Bidan) è un personaggio di fantasia che appare nella serie Mobile Suit Z Gundam nonché protagonista della medesima serie. Si tratta di un giovane pilota di Mobile Suit dell'AEUG inconsapevole possessore delle abilità Newtype più elevate mai viste nelle serie di Gundam che si svolgono nell'Universal Century. Appare anche nella successiva serie Mobile Suit Gundam ZZ. Gruppo sanguigno AB (fonte, Z Gundam historica 2 edito per la Kodansha). Stando ai dati ufficiali la sua altezza è di 168 cm e il suo peso è di 59,5 kg.

## Cronologia ed avvenimenti lungo il corso della serie

### Prima della guerra di Gripps
UC anno 0070（secondo altre fonti anno 0069）11 novembre, nasce da Franklin Bidan e Hilda Bidan e in seguito tutti e 3 si sono trasferiti su Side 7 (Green Noah). Durante la serie non si parla del suo luogo di nascita ma nel romanzo si viene a sapere che è nato sulla Terra, nei pressi di Tokyo.

### Durante la guerra di Gryps
Dopo uno scontro a pugni con l'ufficiale dei Titans Jerid Messa, Kamille viene arrestato e messo sotto interrogatorio dai Titans. Durante un raid della AEUG (Anti Earth Union Group) per rubare i prototipi del Gundam MK-II, Kamille fugge e aiuta l'AEUG a rubare i Gundam. Con la guida del tenente Quattro Bajeena (alias di Char Aznable) e l'ex membro dei Titans Emma Sheen, Kamille diventa uno dei migliori piloti di Mobile Suit dell'AEUG con il Gundam MK-II che verrà successivamente sostituito dal MSZ-006 Zeta Gundam, progettato da Kamille stesso.
Durante il conflitto di Gryps, Kamille vede morire i propri genitori e dei suoi amici, rimasti coinvolti nelle macchinazioni dei Titans. Anche se è fondamentalmente una persona gentile, Kamille tende a reagire alle provocazione in maniera violenta e irrazionale, questo lo ha portato a crearsi dei mortali nemici come Jerid Messa e l'ambizioso e calcolatore Paptimus Scirocco.
La vita di Kamille viene cambiata di nuovo quando incontra una misteriosa ragazza membro dei Titans. Il suo vero nome è sconosciuto e si fa chiamare Four Murasame perché è la quarta Newtype artificiale uscita dai laboratori Murasame. I due si innamorarono a prima vista grazie ai loro poteri Newtype ma furono ripetutamente divisi dalle circostanze. Essendo una Cyber Newtype, Four è mentalmente instabile e si scatena contro Kamille ogni volta che lo Psyco Gundam è vicino (il sistema computerizzato dello Psyco Gundam stimola le emozioni negative del pilota per spingerlo a combattere).
Proprio quando stava per fuggire insieme a Kamille dalle grinfie dei Titans, Four si sacrifica per salvare il ragazzo da un attacco mortale di Jerid in una maniera simile a come aveva fatto Lalah Sune per difendere Char da Amuro.
La morte di Four sancisce definitivamente le ostilità tra Kamille e Jerid, anche se Kamille sembri non mostrare un vero e proprio odio nei confronti di Jerid, considerandolo come gli altri piloti dei Titans, probabilmente perché pensa che odiare Jerid a questo punto sia inutile.
Mentre lo scontro finale tra l'AEUG e i Titans si fa sempre più vicino, Kamille comincia a usare il Bio-Sensore dello Zeta Gundam che amplifica il suo potenziale Newtype, rivelando nuove abilità. Questo viene dimostrato durante un duello con l'Hambrabi pilotato da Yazan Gable quando il Bio-Sensore assorbì la rabbia di Kamille per ingrandire enormemente la Beam Saber dello Zeta Gundam che taglia in due il Mobile Suit di Yazan.
Nella battaglia finale contro Scirocco, lo Zeta Gundam viene potenziato dagli spiriti di Four, Emma, Katz, Rosamia, Sarah e Reccoa, e Kamille usa la modalità Wave Rider dello Zeta per impalare Scirocco e il suo Mobile Suit The O. Scirocco, con il suo ultimo respiro, lancia un attacco psichico contro Kamille che lo lascia in uno stato di demenza.

### Durante Gundam ZZ
All'inizio della serie, Kamille viene portato sulla colonia di Shangri-La per curare la sua condizione mentale che è peggiorata in uno stato vegetativo.
Quando la nave Argama viene attaccata da Yazan Gable e un gruppo di ragazzi venditori di materiali di scarto, Kamille viene preso in ostaggio.
Ma uno dei ragazzi, Judau Ashta, è un Newtype e la sua presenza fa muovere Kamille per la prima volta dall'inizio del conflitto con Neo Zeon.
Kamille afferra la mano di Judau e risveglia in lui i suoi poteri Newtype latenti.
Dopo la sconfitta di Yazan, Kamille viene portato in un ospedale di Shangri-La accompagnato da Fa Yuiri che ha lasciato l'Argama per poter rimanere con lui.
Successivamente Kamille viene trasferito sulla Terra in un ospedale a Dublino, Irlanda con Fa a fargli da infermiera.
Quando la guerra porta l'Argama a Dublino, l'equipaggio si riunisce con Kamille e Fa e scoprono che anche se è ancora incapace di rispondere vocalmente, Kamille è riuscito a recuperare alcune delle sue capacità. Aiuta Elpeo Ple durante un attacco di Neo Zeon a Dublino, comunicando con lei e il resto del gruppo dell'Argama usando la telepatia.
Successivamente, quando l'esercito di Neo Zeon si avvicina a Dublino, Kamille ha delle convulsioni sentendo la presenza dello Psyco Gundam MK-II pilotato da Ple-Two (un clone di Elpeo Ple).
Quando il gruppo di Judau scopre che Haman Karn ha intenzione di far cadere una colonia su Dublino, decidono di portare Kamille fuori dalla città.
Judau rassicura Kamille dicendogli che farà di tutto per salvare i cittadini. Kamille gli risponde, parlando per la prima volta dall'inizio della serie, anche se è solo un si si tratta di un altro segno di recupero.
Nonostante ciò, la situazione va a sfavore per l'AEUG e Kamille corre disperatamente in aiuto dei suoi amici, ma i suoi sforzi vanificarono quando la colonia entrò in collisione con Dublino, uccidendo milioni di persone.
Fa ritrova Kamille e lo conforta mentre guardano Judau e i suoi compagni tornare nello spazio, determinati a sconfiggere Haman Karn.
Alla fine della serie si vedono Fa e Kamille correre su una spiaggia, indicando che Kamille si è finalmente ripreso dai danni causati alla sua mente da Scirocco e che potrà finalmente avere una vita tranquilla insieme a Fa.

### A New Translation
Nella trilogia di film riassuntivi di Mobile Suit Zeta Gundam: A New Translation, la storia ha un finale diverso, Kamille riesce a resistere all'attacco psichico di Scirocco e a ricongiungersi sano e salvo con Fa, mentre Haman Karn decide di rinunciare alla sua ambizione di conquistare la Terra e vendicare la disfatta della famiglia Zabi.
Yoshiyuki Tomino ha dichiarato sul sito ufficiale della trilogia di A New Translation che voleva un finale più ottimista rispetto a quello della serie TV per bilanciare il tono cupo di Zeta Gundam.
Tuttavia non vi è conferma se si tratti di una vera e propria retcon o di una versione alternativa della saga di Gundam dato che impedisce gli eventi del seguito Gundam ZZ.

## In altri media
- Kamille è un personaggio ricorrente nella serie di videogiochi Super Robot Taisen, dove può essere salvato dall'attacco psichico di Scirocco se Four Murasame è stata sbloccata come personaggio giocabile.
- Kamille è presente anche i molti videogiochi basati sulle serie di Gundam, come la serie Dinasty Warriors Gundam.